# Павлов Всеволод Володимирович
Павлов Всеволод Володимирович (*20 січня 1898 — †16 лютого 1972) — радянський вчений-єгиптолог, доктор мистецтвознавства, заслужений діяч мистецтв РРФСР, член Спілки художників СРСР

## Життєпис
Народився 20 січня 1898 року у поміщицькому маєтку у селі Буринь Путивльського повіту Курської губернії (нині місто, районний центр Буринського району Сумської області) 
Дитинство та все його подальше життя пройшли у Москві, де він навчався у гімназії та на відділенні теорії і історії мистецтв історико-філологічного факультету Московського університету, до якого вступив 1917 року. Захоплення мистецтвом Давнього Єгипту проявилося у нього ще у ранній юності і з роками трансформувалося у глибокий професійний інтерес. Пройшовши програму першого курсу, Всеволод вимушений був виїхати до Криму. Можливо, разом з батьками мав намір емігрувати звідти за кордон, бо ж належав до дворянського роду.
Після кількох років перерви В. В. Павлов 1924 року поновив навчання в університеті, поєднуючи заняття з роботою у Державному музейному фонді. 1929 року закінчив університет, захистивши дипломну роботу з мистецтва Давнього Єгипту і як студент-висуванець був направлений до аспірантури Російської асоціації науково-дослідних інститутів суспільних наук.
Ще будучи аспірантом, Всеволод Володимирович 1929 року став співробітником відділу Давнього Сходу Державного музею образотворчого мистецтва (ДМОМ), де пропрацював понад тридцять років. Після закінчення аспірантури В. В. Павлову присуджено звання доцента та вчений ступінь кандидата мистецтвознавства. Згодом він був удостоєний звання дійсного члена Музею образотворчого мистецтва, що прирівнювалося до професорського звання вищого навчального закладу.
У 1934 році Всеволод Володимирович був призначений завідувачем відділом Давнього світу Державного музею образотворчого мистецтва ім. О. С. Пушкіна, який тоді об'єднував давньосхідний та античний підвідділи. У той же період він почав керувати реекспозицією античного відділу, а з 1935 року став заввідділу Давнього Сходу ДМОМ.
У 1935 році брав участь у ІІІ Міжнародному конгресі з археології та мистецтва Ірану (Ленінград). Під час Другої світової війни Всеволод Володимирович активно долучився до оборони Москви та охорони ДМОО. Працюючи в Державному музеї образотворчого мистецтва, В. В. Павлов також займався педагогічною діяльністю — читав лекції в Державному інституті театрального мистецтва у 1931-41 рр. та інших вузах. До того ж, він знову стає професором Московського державного університету (МДУ).
В університеті Всеволод Володимирович впродовж півстоліття вів лекційні курси та семінари з мистецтва Давнього Сходу, включаючи Давній Єгипет, Передню Азію та історію мистецтв країн Близького і Далекого Сходу. Згодом до цих курсів долучилися ще курси з античного мистецтва.
У 1957 р. вчений відвідав Єгипет і Сирію, а у 1960 році брав участь у XXV Міжнародному конгресі сходознавців (Москва).
Помер 16 лютого 1972 року у Москві, де й похований.

## Науковий доробок
- «Нариси з мистецтва Давнього Єгипту» (1936)
- «Скульптурний портрет у Давньому Єгипті» (1937)

## Нагороди
- медаль «3а доблестный труд в Великой Отечественной войне»
- медаль «За оборону Москвы».
- на фасаді Буринського краєзнавчого музею ім. Павла Попова встановлено меморіальну дошку В.В.Павлову.